# サミュエル・ハインズ
サミュエル・アーチボルド・アンソニー・ハインズ（英: Samuel Archibald Anthony Hinds、1943年12月27日 - ）は、ガイアナの政治家。同国の首相を3度務めている。
カナダのニュー・ブランズウィック大学を卒業し、化学工学者の資格を取得。かつては同国のリオ・ティント・アルキャンで化学工学者をまとめる立場にあった。1992年に当時のチェディ・ジェーガン大統領から首相に指名され、同年10月の総選挙で人民進歩党（PPP）を支援し勝利。1997年3月にジェーガンが急逝すると首相職を手放し、暫定大統領となったが同年12月に妻のジャネット・ジェーガンが大統領に就任し、首相に復職した。
1999年8月に辞職を決め、バラット・ジャグデオが後任に就いたが、2日後にジャグデオが大統領に就任すると再び首相に指名された。
2006年8月28日の総選挙でも与党が多数派を維持したため、ハインズは翌上旬に首相宣誓を行った。2015年に首相を退任。